# Chủ tịch Hội đồng Bộ trưởng Liban
Chủ tịch Hội đồng Bộ trưởng Liban, thường được gọi là Thủ tướng Liban, là người đứng đầu chính phủ của Liban. Thủ tướng được tổng thống Liban bổ nhiệm với sự đồng ý của Nghị viện Liban theo Hiệp định Taif. Theo Khế ước Quốc gia, chủ tịch Hội đồng Bộ trưởng phải là người Hồi giáo Sunni.
Chủ tịch Hội đồng Bộ trưởng đương nhiệm là Najib Mikati, ông đang giữ chức vụ trên cương vị tạm thời sau khi từ chức vào ngày 15 tháng 5 năm 2022. Ngày 13 tháng 1 năm, Nawaf Salam được Tổng thống Joseph Aoun giao nhiệm vụ thành lập chính phủ mới sau khi được Nghị viện bầu làm chủ tịch Hội đồng Bộ trưởng. Tuy nhiên, ông chỉ được nhậm chức sau khi ông và tổng thống ký sắc lệnh chính thức thành lập chính phủ theo Điều 64 Hiến pháp Liban.
Chủ tịch Hội đồng Bộ trưởng được phó chủ tịch Hội đồng Bộ trưởng giúp thực hiện nhiệm vụ.

## Lịch sử
Chức vụ chủ tịch Hội đồng Bộ trưởng được thành lập vào ngày 23 tháng 5 năm 1926 khi hiến pháp Nhà nước Đại Liban được ban hành. Khế ước Quốc gia năm 1943 xác định rằng chủ tịch Hội đồng Bộ trưởng phải là một người Hồi giáo Sunni. Từ năm 1926 đến khi Nội chiến Liban kết thúc, hiến pháp hầu như không đề cập đến quyền hạn của chủ tịch Hội đồng Bộ trưởng và hầu hết các quyền hạn của chức vụ này được thực hiện theo các quy ước không chính thức. Sau khi Nội chiến kết thúc, Hiệp định Ta'if được phê chuẩn, xác định rõ ràng nhiệm vụ và quyền hạn của thủ tướng trong Hiến pháp.

### Khác biệt so với hiến pháp Pháp
Tuy hiến pháp Nhà nước Đại Liban năm 1926 được mô phỏng theo hiến pháp Pháp nhưng chức vụ chủ tịch Hội đồng Bộ trưởng Liban yếu hơn đáng kể so với thủ tướng Pháp vì chủ tịch Hội đồng Bộ trưởng chỉ có thể bị tổng thống Liban miễn nhiệm, trong khi ở Pháp, thủ tướng do tổng thống bổ nhiệm và chỉ có thể bị Quốc hội bãi nhiệm thông qua bỏ phiếu bất tín nhiệm. Hiệp định Taif tăng cường vị thế, quyền hạn của chủ tịch Hội đồng Bộ trưởng: chủ tịch Hội đồng Bộ trưởng do tổng thống bổ nhiệm theo sự đề cử của Nghị viện và chỉ có thể bị bãi nhiệm nếu mất đi sự tín nhiệm của Nghị viện.

### Ngoại lệ đối với Khế ước Quốc gia
Trong quá khứ, tổng thống đã hai lần bổ nhiệm một Kitô hữu Maronite làm chủ tịch Hội đồng Bộ trưởng khi từ chức hoặc ngay trước khi hết nhiệm kỳ với lý do là người đó sẽ giữ quyền tổng thống nên về cơ bản thì Khế ước Quốc gia không bị vi phạm.
Lần đầu tiên là vào năm 1952, khi Tổng thống Bechara El Khoury bổ nhiệm Fouad Chehab làm chủ tịch Hội đồng Bộ trưởng ngay trước khi từ chức. Chehab giữ chức chủ tịch Hội đồng Bộ trưởng trong 13 ngày và giữ quyền tổng thống trong 4 ngày; sau khi Camille Chamoun trúng cử tổng thống, Khaled Chehab, một người Hồi giáo Sunni, được bổ nhiệm làm chủ tịch Hội đồng Bộ trưởng.
Lần thứ hai là vào năm 1988, khi Tổng thống Amine Gemayel miễn nhiệm chủ tịch Hội đồng Bộ trưởng đương nhiệm Salim Al-Huss và bổ nhiệm tổng tư lệnh Lực lượng Vũ trang Liban Michel Aoun 15 phút trước khi hết nhiệm kỳ. Tuy nhiên, Hoss từ chối thôi giữ chức vụ, dẫn đến sự tồn tại của hai chính phủ song song: một chính phủ thường dân Hồi giáo ở Tây Beirut và một chính phủ quân quản Kitô giáo ở Đông Beirut.

## Nhiệm vụ và quyền hạn
Chủ tịch Hội đồng Bộ trưởng chủ trì Hội đồng Bộ trưởng và là phó chủ tịch Hội đồng quốc phòng tối cao.
Chủ tịch Hội đồng Bộ trưởng có những nhiệm vụ và quyền hạn sau đây:
- Thành lập chính phủ;
- Tiếp ký sắc lệnh của tổng thống, ngoại trừ sắc lệnh bổ nhiệm chủ tịch Hội đồng Bộ trưởng và chấp nhận đơn từ chức của chính phủ;
- Trình bày chương trình nghị sự của chính phủ trước Nghị viện chậm nhất là 30 ngày sau khi chính phủ được thành lập;
- Trình bày chính sách của chính phủ trước Nghị viện;
- Chủ trì các phiên họp Hội đồng Bộ trưởng, trừ phi có tổng thống tham dự;